# Piletocera microcentra
Piletocera microcentra là một loài bướm đêm trong họ Crambidae.